# Atrichopleura caesia
Atrichopleura caesia är en tvåvingeart som beskrevs av Collin 1933. Atrichopleura caesia ingår i släktet Atrichopleura och familjen dansflugor. Inga underarter finns listade i Catalogue of Life.